# Scotoleon marshi
Scotoleon marshi is een insect uit de familie van de mierenleeuwen (Myrmeleontidae), die tot de orde netvleugeligen (Neuroptera) behoort. 
Scotoleon marshi is voor het eerst wetenschappelijk beschreven door Stange in 1970.